# Стара Мусіївка
Стара Мусі́ївка —  село в Україні, у Хорольській міській громаді Лубенського району Полтавської області. Населення становить 10 осіб. До 2020 орган місцевого самоврядування — Мусіївська сільська рада.

## Географія
Село Стара Мусіївка знаходиться на лівому березі річки Сула, вище за течією на відстані 3 км розташоване село Шкилі, нижче за течією на відстані 2,5 км розташоване село Загребля, на протилежному березі - село Лукім'я. Річка в цьому місці звивиста, утворює лимани, стариці та заболочені озера. Поруч проходить автомобільна дорога Т 1709.

## Історія
Історія села за деякими переказами розпочинається у 16 столітті, коли внаслідок повстання під проводом Северина Наливайка сюди переселилися чи то брати, чи ні троє козаків — Худолій, Матвій та Мусій. На їхню честь і було названо троє розташованих одне біля одного сіл: Худоліївка, Матвіївка та Мусіївка. Найбільшим довгий час залишалося село козака Худолія.
12 червня 2020 року, відповідно до розпорядження Кабінету Міністрів України № 721-р «Про визначення адміністративних центрів та затвердження територій територіальних громад Полтавської області», село увійшло до складу Хорольської міської громади..
19 липня 2020 року, в результаті адміністративно - територіальної реформи та ліквідації Хорольського району, село увійшло до складу новоутвореного Лубенського району.